# John Randle
John Anthony Randle (* 12. Dezember 1967 in Hearne, Texas) ist ein ehemaliger US-amerikanischer American-Football-Spieler. Er spielte als Defensive Tackle in der National Football League (NFL).

## Karriere
Randle wuchs in bescheidenen Verhältnissen auf und war daher gezwungen neben seiner Schul- und Collegeausbildung in seiner Freizeit zu arbeiten. Zunächst besuchte er das Trinity Valley Community College, bevor er zu der Texas A&M University–Kingsville wechselte. 1987 bis 1990 konnte er mit seiner Mannschaft insgesamt dreimal den Conference-Titel gewinnen. Randle machte einen Abschluss in Soziologie. Die NFL Scouts waren allerdings nicht auf ihn aufmerksam geworden. 1990 begab er sich daher in ein Trainingscamp der Minnesota Vikings und erhielt dort einen Vertrag. Ausreichend Einsatzzeit erhielt er aber erst im Jahr 1991. Schnell zeigte sich, dass Randle aufgrund seiner Schnelligkeit und seiner Wendigkeit für die gegnerischen Angriffsspieler auf dem Weg zum Quarterback nur schwer zu stoppen war. Bereits in seinem zweiten Jahr war er mit 9,5 Sacks sehr erfolgreich und er konnte diese Quote kontinuierlich bis 1994 auf 14,5 Sacks in der Regular Season steigern.
Im Jahr 2000 wechselte Randle zu den Seattle Seahawks und beendete dort 2003 seine Laufbahn. Randle hatte in 219 Spielen in der Regular Season 137,5 Sacks erzielt, er steht damit an 14. Stelle der ewigen Bestenliste in der NFL (Stand: März 2024).

## Ehrungen
Randle spielte in sieben Pro Bowls, er ist Mitglied des National Football League 1990s All-Decade Team, in der Pro Football Hall of Fame und in der College Football Hall of Fame.

## Abseits des Spielfeldes
Randles Bruder Ervin Randle spielte Linebacker bei den Tampa Bay Buccaneers und den Kansas City Chiefs.
1997 wurde Randle von der Zeitschrift „The Sports Illustrated“ zu einem der unfairsten Spieler der Liga gewählt.